# بيروالا
بيروالا هي بلدة تقع في المحافظة الغربية، سريلانكا.